# Aleksandyr Cwetkow (szachista)
Aleksandyr Cwetkow, bułg. Александър Христов Цветков (ur. 7 października 1914 w Topołowgradzie, zm. 29 maja 1990 w Sofii) – bułgarski szachista, mistrz międzynarodowy od 1950 roku.

## Kariera szachowa
Od połowy lat 30. do połowy 50. XX wieku należał do ścisłej czołówki bułgarskich szachistów. Wielokrotnie startował w finałach indywidualnych mistrzostw kraju, zdobywając 8 medali: sześć złotych (1938, 1940, 1945, 1948, 1950, 1951) oraz dwa srebrne (1943, 1952). W latach 1939, 1954 i 1956 trzykrotnie (w tym dwa razy na I szachownicy) wystąpił w narodowej drużynie na szachowych olimpiadach. Był również wielokrotnym reprezentantem kraju w meczach międzypaństwowych.
W 1936 pokonał w partii symultanicznej ówczesnego wicemistrza świata, Aleksandra Alechina. Dwukrotnie startował w turniejach strefowych (eliminacjach mistrzostw świata): Hilversum 1947 (X miejsce) i Mariańskie Łaźnie 1951 (dz. XIII-XIV miejsce). W 1964 podzielił IV miejsce w memoriale Akiby Rubisteina w Polanicy-Zdroju, będąc jedynym zawodnikiem, który pokonał zwycięzcę turnieju, Andrzeja Filipowicza.
W 1974 był trenerem bułgarskich szachistek na olimpiadzie w Medellín, na której zdobyły one brązowy medal.
Według retrospektywnego systemu rankingowego Chessmetrics, najwyższą punktację osiągnął w grudniu 1956, z wynikiem 2552 punktów zajmował wówczas 99. miejsce na świecie.